# Tricentrus erectus
Tricentrus erectus är en insektsart som beskrevs av Thirumalai 1986. Tricentrus erectus ingår i släktet Tricentrus och familjen hornstritar. Inga underarter finns listade i Catalogue of Life.